# NGC 3293
NGC 3293 è un brillante ammasso aperto situato nella costellazione australe della Carena; è visibile con facilità poco a nord-ovest della grande Nebulosa della Carena.

## Osservazione

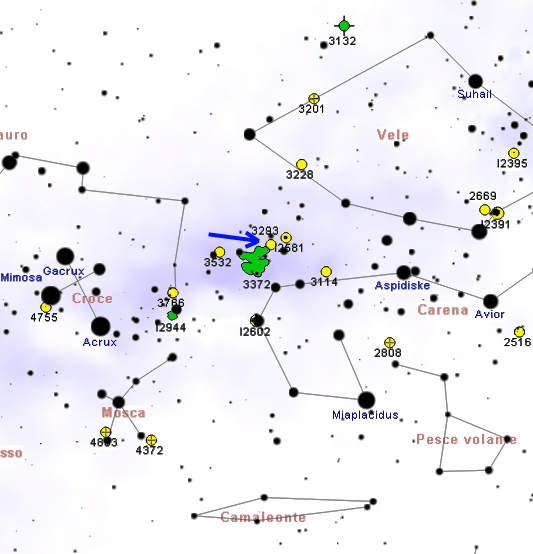
Mappa per individuare NGC 3293.

NGC 3293 è visibile anche ad occhio nudo come una stellina sfocata, meno di due gradi a nord-ovest della famosa stella η Carinae, in un campo stellare che appare ricco e con la scia brillante della Via Lattea sullo sfondo; un binocolo 10x50 rivela le stelle principali, che appaiono molto concentrate. Con un Telescopio amatoriale l'oggetto appare completamente risolto in decine di stelle, ma è solo nelle foto a lunga posa che risulta visibile la tenue nebulosa presente a nord dell'ammasso. Nonostante la sua luminosità e facilità di risoluzione, spesso passa in secondo piano nelle osservazioni amatoriali a causa della presenza della grande Nebulosa della Carena, visibile meno di 1° a sud-est, e altri oggetti, come le Pleiadi del Sud e NGC 3532.
La sua declinazione è fortemente australe e fa sì che quest'ammasso non sia osservabile da molte delle regioni abitate dell'emisfero boreale, come l'Europa e quasi tutto il Nordamerica; da alcune regioni abitate dell'emisfero australe, al contrario, si presenza circumpolare. Il periodo migliore per la sua osservazione nel cielo serale è quello compreso fra gennaio e giugno.

## Storia delle osservazioni
Nicolas Louis de Lacaille è accreditato come lo scopritore dell'ammasso; è inserito infatti all'ottavo posto nel suo catalogo edito nel 1755, frutto delle sue osservazioni dei cieli del sud condotte durante la sua permanenza a Città del Capo. Nel 1826 l'oggetto fu riosservato da James Dunlop, che lo descrisse come un ammasso molto piccolo ma composto da molte stelle piccole e brillanti; entrambi comunque indicarono l'ammasso come nebuloso, stranamente, dato che la nebulosità realmente si trova solo nel bordo settentrionale dell'oggetto. Sidney van den Bergh e i suoi collaboratori indicarono nel 1975 due nebulose a riflessione in questa regione, mentre in precedenza Colin Stanley Gum ne aveva indicata una soltanto.

## Caratteristiche
Quest'ammasso è formato da una novantina di stelle dalla magnitudine molto simile fra loro e particolarmente compatte; le più brillanti sono di ottava e nona grandezza, mentre diverse decine sono di decima e undicesima magnitudine. La sua distanza è stimata sugli 2327 parsec (7590 anni luce) dal Sole, all'interno del Braccio del Sagittario e in posizione dunque non lontana dal grande complesso di nubi formanti la Nebulosa di Eta Carinae; infatti parte delle nubi di questo complesso lambiscono l'ammasso, che le illumina e le eccita diventando così nebulose a emissione. Inoltre l'ammasso stesso sarebbe legato fisicamente agli altri oggetti visibili nell'area, tutti correlati con la grande associazione OB Carina OB1.
Ulteriore indizio della sua appartenenza al complesso nebuloso è la sua età, stimata sui 10 milioni di anni appena; NGC 3293 contiene infatti un gran numero di supergiganti blu, più una supergigante rossa. Secondo alcuni studi sembrerebbe che la formazione stellare nella regione della Nebulosa della Carena sia iniziata proprio nel suo settore nord-occidentale, pertanto quest'ammasso potrebbe essere l'esito dei primi fenomeni di formazione che hanno interessato la regione nebulosa; in seguito alla formazione di questo e del vicino ammasso IC 2581, gli episodi di formazione stellare si sarebbero spostati progressivamente verso sud-est, fino a raggiungere l'attuale posizione, a sud-est della Nebulosa della Carena. Secondo un altro studio datato 2003, la formazione stellare sarebbe comunque ancora attiva nella regione circostante l'ammasso, come testimoniato dalla presenza di alcune stelle di pre-sequenza principale qui scoperte.

### Opere generali
- (EN) Stephen James O'Meara, Deep Sky Companions: Hidden Treasures, Cambridge University Press, 2007, ISBN 0-521-83704-9.
- A. De Blasi, Le stelle: nascita, evoluzione e morte, Bologna, CLUEB, 2002, ISBN 88-491-1832-5.

### Carte celesti
- Tirion, Rappaport, Lovi, Uranometria 2000.0 - Volume II - The Southern Hemisphere to +6°, Richmond, Virginia, USA, Willmann-Bell, inc., 1987, ISBN 0-943396-15-8.
- Tirion, Sinnott, Sky Atlas 2000.0, 2ª ed., Cambridge, USA, Cambridge University Press, 1998, ISBN 0-933346-90-5.
- Tirion, The Cambridge Star Atlas 2000.0, 3ª ed., Cambridge, USA, Cambridge University Press, 2001, ISBN 0-521-80084-6.